# دانشگاه پزشکی وین
دانشگاه پزشکی وین (به لاتین: Vinh Medical University) یک دانشگاه در ویتنام است که در وین، ویتنام واقع شده‌است.